# Szentikék – A kis Dávid kalandjai
A Szentikék – A kis Dávid kalandjai (eredeti cím: The Kingdom Chums: Little David's Adventure) 1986-ban bemutatott amerikai televíziós vegyes technikájú film, amelyben valós és rajzolt díszletek, élő és rajzolt szereplők közösen szerepelnek. A tévéfilm Squire D. Rushnell  ifjúsági regénye alapján készült. A rendezői Bernard Deyriès és Colin Chilvers, az írói Jeffrey Scott és Jeanne Betancourt a zeneszerzője Joe Raposo. A tévéfilm ABC Entertainment, a  DIC Enterprises és a Diana Kerew Productions gyártásáben készült, az ABC forgalmazásában jelent meg. Műfaját tekintve filmdráma és kalandfilm.
Amerikában 1986. november 28-án az ABC csatornán vetítették le a televízióban, később folytatást is készítettek a Szentikék – A legősibb slágerlista címmel. Magyarországon a Hungarovideo forgalmazta VHS-ben 1991-ben, két rajzfilmmel együtt.

## Cselekmény
A rajzfilm cselekménye három fiatalról szól, Peterről és húgáról Mary Annről és zsidó származású osztálytársukról, Sauliról, akik a Minden Népek Iskolájában járnak. Egy nap iskola után, Osborn és barátai elveszik Saulitól a kippáját és össze-vissza dobálják, miközben Sauli megpróbálná elkapni, hirtelen meglöki a dobozt, amiben Mary Ann tartotta az általa nevelt madarát. Arra gondolván hogy véletlenül halt meg, sajnálatukra szomorúan mennek haza.
Este Peter és Sauli az ablakból kinézve észrevesznek egy ismeretlen alakzatú csillagrendszert. Megpróbálják kikeresni a számítógépen, de kiderül, hogy ez nem is létezik. Közben Mary Ann felismeri a csillag alakzatát és digitális tollat ragadva lerajzolja a képernyőre a formát, ami egy szót alkot, a LOVE-ot (angolul: szeretet). Hirtelen egy fénynyaláb megjelenik és magával ragadja Mary Ann játékállatait és azután a gyereket magával viszi a számítógépen keresztül.
Peter, Mary Ann és Sauli észreveszik, hogy rajzfilmfigurák lettek meg azt is, hogy egy idegen világban kerültek, ekkor jönnek elő a szentikék: Krisztófer, a szeretet szentikéje, Bűvös Mózsi, a vidámság szentikéje és a kis Dávid, a bátorság szentikéje. A gyerekek Dáviddal együtt, a szeretet fényét követve a történelmi Izraelbe utaznak, az izraelita hadsereg tábora felé, ahol a filiszteusok ellen harcolnak, ámde a filiszteusoknak van egy hatalmas vezérük, Góliát, akik az izraelita hadsereg retteg tőle.
Saul király, akit Dávid az énekével kigyógyítja a fejfájásból, megbízza őt, hogy mérkőzzön meg ezzel az óriási Góliáttal. Miután összegyűjtöttek néhány kavicsot, mint parittyalövedékként, Dávidnak végül sikerül legyőznie Góliátot. A filiszteusok, akik elveszítették vezérüket, gyáván visszavonulnak, az izraelita hadsereg hősként ünnepli Dávidot. Ámde testvéreinek egyike, Eliáb, aki úgy gyanítja, hogy Dávid barátai filiszteus kémek, őrökkel együtt el akarja kapni, ámde egy szivárvány hamar vissza viszi gyerekeket a szentikék földjére Krisztófer és Bűvös Mózsi társasága elé és végül hazatérnek oda, ahol a kalandjuk elkezdődött.
Peter, Mary Ann és Sauli fontos dolgot tanultak meg, hogy a Kis Dávid bátorsága istenbe vetett hitéből ered, meg azt is, hogy a hit csodákra képes, hiszen Mary Ann madara életre kelt. Sauli hazafelé szembeszállt Osbornnal úgy, ahogy Dávid tette Góliát ellen.

## Szereplők
| Szereplő       | Színész                           | 1. magyar szinkron (VICO, 1990) | 2. magyar szinkron (Hungarovideo, 1991) | Leírás                                                                   |
| Szereplő       | Színész                           | Magyar hang                     | Magyar hang                             | Leírás                                                                   |
| -------------- | --------------------------------- | ------------------------------- | --------------------------------------- | ------------------------------------------------------------------------ |
| Önmaga         | Squire D. Rushnell                | N/A                             | Orosz István                            | A híres író és producer az élő-változatban.                              |
| Mary Ann       | Jenna von Oy                      | N/A                             | Vicsek Eszter                           | A kislány, a szentikék rajongója.                                        |
| Peter          | Christopher Fitzgerald            | Harsányi Bence                  | Petrik Péter                            | A fiú, Mary Ann bátyja.                                                  |
| Sauli          | Andrew Cassese                    | N/A                             | Bolba Tamás                             | Mary Ann és Peter barátja, aki szemüveget visel.                         |
| Osborn         | Joey Cramer                       | N/A                             | Minárovits Péter                        | Az egyik kemény fiú az iskolában.                                        |
| Szereplő       | Eredeti hang                      | Magyar hang                     | Magyar hang                             | Leírás                                                                   |
| Kis Dávid      | Scott Menville Sandi Patty (ének) | Szokol Péter                    | Simonyi Balázs                          | Egy mosómedve, a bátorság szentikéje, Mary Ann kedvenc játékmosómedvéje. |
| Christopher    | Billy Bowles                      | N/A                             | Melis Gábor                             | Egy oroszlán, a szeretet szentikéje, Mary Ann játékoroszlánja.           |
| Bűvös Mózsi    | John Franklin                     | N/A                             | Dózsa László                            | Egy tigris, a vidámság szentikéje, Mary Ann játéktigrise.                |
| Góliát         | Jim Cummings                      | Kardos Gábor                    | Kránitz Lajos                           | Egy óriás varacskosdisznó, a kis Dávid ellensége.                        |
| Róka katona #3 | Jim Cummings                      | N/A                             | Varga T. József                         | Saul király seregének harmadik embere.                                   |
| Eliab          | Townsend Coleman                  | N/A                             | Beregi Péter                            | Egy mosómedve, a kis Dávid bátyja.                                       |
| Róka katona #2 | Townsend Coleman                  | N/A                             | Csonka András                           | Saul király seregének második embere.                                    |
| Saul király    | Paul Winchell                     | N/A                             | Bodor Tibor                             | Egy öreg oroszlán, a bibliai történetből.                                |

## Információs oldalak
- Szentikék – A kis Dávid kalandjai az Internet Movie Database-ben (angolul)
- Szentikék – A kis Dávid kalandjai a Box Office Mojón (angolul)
- Szentikék – A kis Dávid kalandjai az Online-Filmdatenbank oldalon (németül)
- Szentikék – A kis Dávid kalandjai a Behind The Voice Actors oldalon (angolul)